# Abdelhak Etchiali
Abdelhak Etchiali (* 27. Juni 1981 in Tlemcen) ist ein algerischer Fußballschiedsrichterassistent. Er steht als dieser seit 2009 sowie als Video-Assistent seit 2021 auf der Liste der FIFA-Schiedsrichter.

## Karriere
Als Assistent begleitete er Spiele mehrerer zweier Klub-WMs sowie beim Konföderationen-Pokal 2013. Nach den Weltmeisterschaften 2014 und 2018, wurde er auch zur WM 2022 ins Aufgebot der Assistenten berufen.